# 피아노 협주곡 23번 (모차르트)

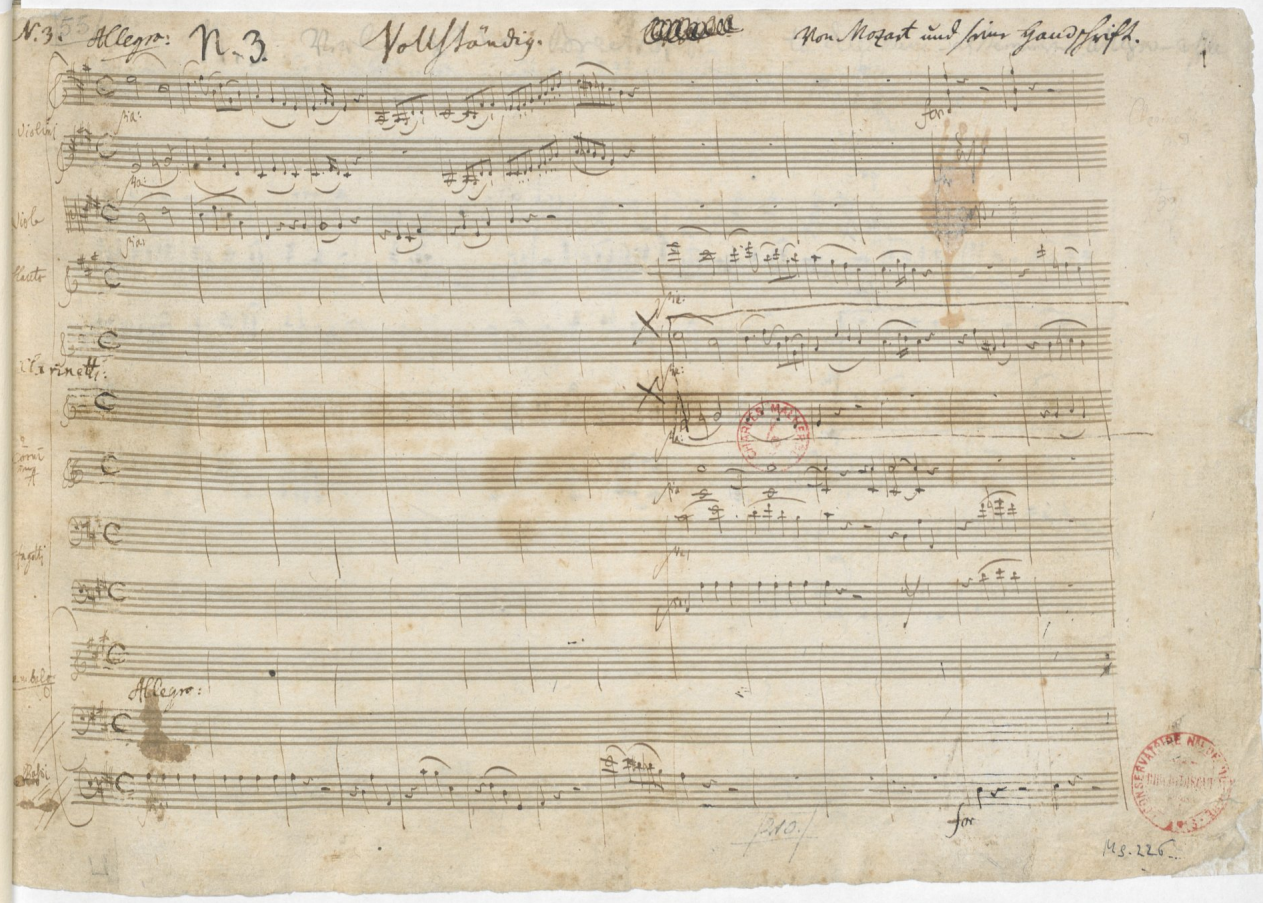

피아노 협주곡 23번 가장조(K. 488)는 볼프강 아마데우스 모차르트가 작곡한 피아노 협주곡의 스물 세 번째 곡이다. 23번은 1786년 3월 2일에 완성되어 그가 작곡한 오페라인 피가로의 결혼의 초연 시기와 겹친 때입니다.
곡의 구성은 다음과 같다.
- 제1악장 알레그로 (Allegro) - 가장조
- 제2악장 아다지오 (Adagio) - 올림바단조
- 제3악장 알레그로 아사이 (Allegro Assai) - 가장조

23번은 피아노 한 대와 플루트 1개, 클라리넷 2개, 바순 2개, 호른 2개와 현악기들로 구성되어있다. 모차르트의 후기 작품들은 대개 현악기의 지위와 관악기의 위치가 동등했는데, 이 곡에서도 이러한 부분이 나타나있다. 특히 2악장은 모차르트가 작곡한 피아노 협주곡 중 유일하게 올림바단조가 사용되었다.